# The Creation
A The Creation angol rockegyüttes, amely 1966-ban alakult a Hertfordshire-i Cheshuntban. Legismertebb dalaik a Making Time (amely egyike volt azon rockszámoknak, amiben a gitárt nem pengetővel, hanem vonóval szólaltatták meg) és a Painter Man, amely bekerült a Top 40-be. 1979-ben a Boney M. is feldolgozta a dalt, az ő feldolgozásuk a tizedik helyet szerezte meg a brit slágerlistán. A Making Time a Rushmore című filmben is hallható, illetve a The Great Pottery Throw Down című sorozat főcímdala is, a második évadtól kezdve.
Sean Egan úgy írta le a stílusukat, mint a pop, a rock, a pszichedélia és az avantgárd különleges keveréke.
Tagjai korábban a The Mark Four nevű beatzenekarban játszottak.

## Tagok
- Eddie Phillips – ének, gitár (1966-1967, 1980-as évek közepétől napjainkig)
- Tony Barber – ének, basszusgitár (2000-es évek elejétől napjainkig)
- Kevin Mann – dob (2000-es évek elejétől napjainkig)
- Simon Tourle – ének (2000-es évek elejétől napjainkig)

## Koncerteken fellépő tagok
- Doug Sandom – dob, ének (1966-2019, 2019-ben elhunyt)

## Korábbi tagok
- Bob Garner – ének, basszusgitár (1966-1967, 1993-1997); ének (1967–1968, 1997-től a 2000-es évek elejéig; 2016-ban elhunyt)
- Kenny Pickett – ének (1966–1967, 1968, 1980-as évek közepétől 1997-ig; 1997-ben elhunyt)[6]
- Jack Jones – dob, ének (1966, 1966–1968, 1993-tól a 2000-es évek elejéig)
- Dave Preston – dob (1966)
- Kim Gardner – basszusgitár, ének (1967-1968; 2001-ben elhunyt)
- Tony Ollard – gitár, ének (1967-1968)
- Ronnie Wood – gitár, ének (1968)
- John Dalton – basszusgitár (az 1980-as évek közepétől 1993-ig)
- Mick Avory – dob (az 1980–as évek közepétől 1993-ig)

## Diszkográfia
- 1967 – We Are Paintermen
- 1987 – Psychedelic Rose: The Great Lost Creation Album
- 1996 – Power Surge